# Tasik Raya
Tasik Raya is een bestuurslaag in het regentschap Indragiri Hilir van de provincie Riau, Indonesië. Tasik Raya telt 1745 inwoners (volkstelling 2010).